# Hornung
Hornung pode referir-se a:
- Erik Hornung, egiptólogo suíço;
- E. W. Hornung, escritor britânico;
- Paul Hornung, ex-jogador de futebol americano